# أم غبار
أم غبار قرية سوريّة تتبع إداريّاً لمحافظة حلب منطقة جبل سمعان ناحية تل الضمان، بلغ تعداد سكانها 190 نسمة حسب التعداد السكاني لعام 2004.